# Tor Åge Bringsværd
Tor Åge Bringsværd, född 16 november 1939 i Skien, Telemark fylke, död 4 augusti 2025 i Hølen, Akershus fylke, var en norsk författare som tillsammans med Jon Bing var de första som skrev norsk science fiction.
Bringsværd samarbetade mycket med Jon Bing. 1967 debuterade de bägge med Rundt solen i ring. Året efter kom Bringsværd ut med Probok, sin egen samling av science fiction-noveller. Samlingen markerade i högre grad den samhällskritiska sidan av hans skrivande än vad som var fallet i Rundt solen i ring. De har också skapat en norsk science fiction-produktion för film eller TV, nämligen TV-serien Blindpassasjer (på svenska kallad Fripassageraren).
Bringsværd räknade sig som anarkist och många av böckerna hade en kritisk syn på bioteknologi och det sätt som vi förvaltar vår miljö på.
Hans böcker inkluderar titlar som Bazar, Gobi-serien, Bløtkakemannen & Apachepiken, och den nyligen utgivna Pudder? Pudder! Han var även aktiv i den norske Brumm-foreningen.

## Priser och utmärkelser
- 1974 – Gyldendals legat
- 1978 – Rivertonpriset för tv-serien Blindpassasjer (tillsammans med Jon Bing)
- 1979 – Aschehougpriset
- 1979 – Kultur- och kyrkodepartementets priser för barn- och ungdomslitteratur för Paradox (tillsammans med Jon Bing og Rune Johan Andersson)

- 1982 – Kultur- och kyrkodepartementets priser för barn- och ungdomslitteratur för Ruffen og Den flyvende hollender (tillsammans med Thore Hansen)
- 1985 – Kritikerpriset för GOBI barndommens måne
- 1985 – Kultur- och kyrkodepartementets priser för barn- och ungdomslitteratur för En kjempe så stor som hele verden (tillsammans med Dagny Hald)
- 1986 – Skolbibliotekarieföreningens litteraturpris
- 1986 – Riksmålsförbundets barn- och ungdomsbokspris för Den enøyde kongen
- 1989 – Kultur- och kyrkodepartementets priser för barn- och ungdomslitteratur för Ridder Thea og de to drakene (tillsammans med Judith Allan)
- 1994 – Doblougska priset
- 1994 – Riksmålsförbundets litteraturpris för Gobi: Min prins
- 1995 – Kultur- och kyrkodepartementets priser för barn- och ungdomslitteratur för Vår gamle gudelære
- 1997 – Kultur- och kyrkodepartementets priser för barn- och ungdomslitteratur för Noa. Han som overlevde Den store flommen
- 1999 – Den norska akademiens pris
- 1999 – Kultur- och kyrkodepartementets priser för barn- och ungdomslitteratur för Beowulf
- 1999 – Riksmålsförbundets barn- och ungdomsbokspris
- 2000 – Ibsenpriset
- 2003 – Kultur- och kyrkodepartementets priser för barn- och ungdomslitteratur för Mime-serien
- 2009 – Brageprisets hederspris
- 2010 – Norsk kulturråds ærespris

### Romaner
- 1970 – Bazar
- 1974 – Den som har begge beina på jorda står stille
- 1976 – Syvsoverskens dystre frokost
- 1978 – Pinocchio-papirene
- 1980 – Minotauros
- 1983 – Ker Shus
- 1985 – Gobi. Barndommens måne
- 1987 – Gobi. Djengis Khan
- 1989 – Gobi. Djevelens skinn og ben
- 1994 – Gobi. Min prins
- 1996 – Den enøyde
- 1997 – Gobi. Baghdad
- 2001 – Pudder? Pudder! eller: Sleeping Beauty in the Valley of the Wild, Wild Pigs
- 2005 – 'Web
- 2009 – Kvinnen som var et helt bord alene
- 2011 – Slipp håndtaket når du vrir
- 2013 – Ikke fordi den har et svar, men fordi den har en sang
- 2014 – London 2084 (tillsammans med Jon Bing)
- 2014 – Vår verden er dugg
- 2015 – Kalifens gave

### Novellsamlingar
- 1967 – Rundt solen i ring
- 1968 – Probok
- 1971 – Sesam 71 (tillsammans med Jon Bing)
- 1972 – Bløtkakemannen & Apachepikene
- 1974 – Karavane
- 1991 – Tvilstilfeller (tillsammans med Jon Bing)
- 1993 – IOFORSEG
- 2004 – Oslo 2084 (tillsammans med Jon Bing)

### Bilderböcker (urval)
- 1969 – T-bane-trollet Knerten Gundersen
- 1973 – Jørgen Moes vei nr 13
- 1973 – Ruffen, sjøormen som ikke kunne svømme
- 1975 – Ruffen på nye eventyr
- 1982 – Ruffen og den flyvende hollender
- 2010 – Tambar er et troll
- 2010 – Tambar og harepusene
- 2011 – Karsten og Petra kler seg ut
- 2011 – Karsten og Petra på biblioteket
- 2011 – Mira mister matlysten

### Seriealbum
- Ingeniør Knut Berg på eventyr (med Jon Bing och Knut Westad)